# Quận quân
Quận quân (chữ Hán: 郡君) là một phong hiệu dành cho mệnh phụ thời phong kiến ở Trung Quốc và một số nước đồng văn. Tước hiệu Quận quân xuất hiện lần đầu vào thời Tây Hán, khi Hán Vũ Đế phong cho bà ngoại của mình làm Bình Nguyên Quận quân (平原郡君), gọi tắt là Bình Nguyên quân.

## Trung Quốc
Sau thời nhà Hán các triều đại sau vẫn dùng tước hiệu Quận quân để phong cho các mệnh phụ:
- Thời Bắc Ngụy: sinh mẫu, đích mẫu và kế mẫu của Hoàng hậu đều được phong Quận quân.
- Thời nhà Đường: thân mẫu của Chính nhị phẩm Phi tần phong làm Chính Tứ phẩm Quận quân, thân mẫu của Tòng nhị phẩm Phi tần phong làm Tòng Tứ phẩm Quận quân, thân mẫu của Tứ phẩm Quan viên cũng có thể được phong làm Quận quân nhưng hiếm.
- Thời nhà Tống: ngoài việc phong tước Quận quân cho các Ngoại mệnh phụ, các Hoàng đế còn dùng để sách phong cho một số phi tần, quý thiếp của các thân vương cũng có thể được phong Quận quân.
- Thời nhà Nguyên: thân mẫu hoặc chính thất của các Chính/Tòng tứ phẩm quan viên đều được phong Quận quân.
- Thời nhà Minh: con gái của Thân vương phong Quận chúa, của [Trấn quốc Tướng quân] xưng Quận quân.
- Thời nhà Thanh: Thứ nữ của [Hòa Thạc Thân vương] và đích nữ của [Đa La Bối lặc] đều được phong Quận quân.

## Triều Tiên
- Thời Cao Ly, là một trong những phong tước phong cho các ngoại mệnh phụ, thuộc hàng Chính tứ phẩm [1][2]
- Đến thời Triều Tiên, Quận quân vẫn là một phong hiệu dành cho ngoại mệnh phụ, nhưng cũng được dùng cho con gái của tông thất do chính thất sinh ra.